# Каридж, Александр
Александр Маер «Сэнди» Каридж мл. (англ. Alexander Mair Courage Jr.) (10 декабря 1919 — 15 мая 2008) — американский оркестровщик, аранжировщик и композитор, в первую очередь для телевидения и кино. Он наиболее известен как композитор главной музыкальной темы для оригинального сериала Star Trek.

## Ранние годы
Каридж родился в Филадельфии, Пенсильвания. Он получил музыкальную степень в Истменской школе музыки в Рочестере, штат Нью-Йорк, в 1941 году. Во время Второй мировой войны он служил в Военно-воздушных силах США на западе США.
Начал сочинять музыку в это время. Его ранние работы включают саундтреки для «Приключения Сэма Спейда», «Broadway Is My Beat», «Hollywood Soundstage» и «Romance».

## Карьера
Каридж начинал свою карьеру как оркестровщик и аранжировщик в студии Metro-Goldwyn-Mayer, что включало работу в таких фильмах, как Show Boat («Life Upon the Wicked Stage»), Hot Rod Rumble, Театральный фургон («I Guess I’ll Have to Change My Plan»), Жижи (канкан) и Семь невест для семерых братьев (танец).
Он часто выступал в роли оркестратора в фильмах, снятых Андре́ Преве́ном (Моя прекрасная леди, песни «The Circus is a Wacky World» и «You’re Gonna Hear from Me» для Внутреннего мира Дэйзи Кловер), Адольфом Дойчем (Забавная мордашка, В джазе только девушки), Джоном Уильямсом (Приключение «Посейдона», Супермен, Парк юрского периода и номинированные на Оскар музыкальные фильмы Скрипач на крыше и Том Сойер) и Джерри Голдсмитом (Rudy, Мулан, Мумия и другие). Он также аранжировал партитуру Лесли Брикасса (вместе с Лайонелом Ньюманом) для Доктора Дулиттла (1967).
Помимо своей работы в качестве признанного оркестратора, Каридж также разработал драматические партитуры к фильмам, в том числе двум вестернам: «Пистолет в левой руке» (1958) Артура Пенна и Day of the Outlaw(1959) Андре де Тота и комедии Конни Фрэнсис Follow the Boys(1963). Он продолжал писать музыку для кинофильмов в течение 1980-х и 1990-х годов, включая партитуру к «Супермен 4: Борьба за мир» (1987), которая была выпущена на CD в начале 2008 года компанией «Music Music Monthly» как часть ее коробочного набора «Superman — The Music».
Каридж также работал композитором на таких телевизионных шоу, как Daniel Boone, The Brothers Brannagan, Затерянные в космосе и Voyage to the Bottom of the Sea. Judd, for the Defense, Young Dr. Kildare и The Brothers Brannagan были единственными сериалами помимо Star Trek, для которых он сочинил главную тему.
Композиторы Джерри Голдсмит и Каридж вместе работали над продолжительным телешоу Уолтоны, в котором Голдсмит сочинял темы, а Каридж остальную музыку в стиле Аарона Копленда. В 1988 Каридж выиграл премию Эмми для своего музыкального направления с темой Julie Andrews: The Sound of Christmas. В 1990-е годы Каридж сменил Артура Мортона на посту главного оркестратора Голдсмита.
Каридж и Голдсмит снова сотрудничали в оркестровках партитур Голдсмита для фильма 1997 года «На грани».
Каридж часто сотрудничал с Джоном Уильямсом во время пребывания последнего в Boston Pops Orchestra.

## Музыкальная тема «Звёздного пути»
Каридж наиболее известен как автор главной музыкальной темы для Star Trek и некоторой другой музыки для сериала. Каридж был нанят Джином Родденберри для написания музыки к оригинальному сериалу Star Trek по предложению Джерри Голдсмита, после того как последний отказался от работы. По имеющимся сведениям, Каридж был отстранен создателем сериала Джином Родденберри после требования последнего получить половину гонорара за музыку.
Примечательно, что сначала Каридж был оркестратором у Голдсмита в фильме «Звёздный путь» 1979 года, а позднее Каридж оркестрировал адаптацию Голдсмита к собственной оригинальной теме Star Trek.

## Смерть
В течение нескольких лет здоровье Кариджа ухудшалось, прежде чем он умер 15 мая 2008 года в доме для престарелых в Санрайз в Калифорнии. Его мавзолей находится на Вествудском кладбище.